# Сежа (Нижегородская область)
 Сежа — деревня в Ветлужском районе Нижегородской области. Входит в состав сельского поселения Мошкинский сельсовет.

## География
Деревня находится в северо-восточной части Нижегородской области на расстоянии приблизительно 28 км по прямой на юго-запад от районного центра города Ветлуга.

## История
Основана в начале XVII века переселенцами из псковского села Иванцево, названа по местной речке.

## Население
Постоянное население составляло 18 человек (русские 100 %) в 2002 году, 10 в 2010.